# Sirarpie Der Nersessian
Sirarpie Der Nersessian (Constantinopla, 5 de septiembre de 1896-París, 5 de julio de 1989) fue una historiadora del arte armenia, especializada en estudios armenios y bizantinos. Es considerada como una académica de renombre y una pionera en la historia del arte armenio. Enseñó en varias instituciones de Estados Unidos, incluido el Wellesley College de Massachusetts y como profesora Henri Focillon de Arte y Arqueología en la Universidad de Harvard. Fue miembro senior de Dumbarton Oaks, su subdirectora de 1954 a 1955 y de 1961 a 1962, y miembro de su junta de académicos. También fue miembro de varias instituciones internacionales como la Academia Británica (1975), la Academia de Inscripciones y Bellas Letras (1978) y la Academia Nacional de Ciencias de la República de Armenia (1966).

## Biografía

### Primeros años
Nació como la menor de tres hermanos en Constantinopla (actualmente Estambul), Imperio otomano (actual Turquía) en 1896. Provenía de una familia acomodada (su tío materno era el entonces patriarca armenio de Constantinopla, Malachia Ormanian). Sus padres fallecieron cuando ella aún era joven; su madre Akabi, cuando ella tenía nueve años, y su padre Mihran, cuando ella tenía dieciocho años. Asistió a la Academia Esayan y a la Escuela de Niñas Inglesas en Constantinopla, donde aprendió fluidez en armenio, inglés y francés a una edad temprana. En 1915, durante el apogeo del genocidio armenio, ella y su hermana Arax (para entonces huérfanas) se vieron obligadas a partir hacia Europa, instalándose en Ginebra. Realizó sus estudios en la Universidad de Ginebra durante varios años hasta que se mudó a París, Francia, en 1919.
Fue admitida en la Universidad Sorbona, donde estudió historia en la École des Hautes Études de l'université de Paris. Trabajó con los eruditos en estudios bizantinos, Charles Diehl y Gabriel Millet, al igual que con el historiador de arte Henri Focillon. En 1922, se convirtió en asistente de Millet y, con su ayuda, publicó uno de sus primeros artículos en 1929. Las dos tesis que presentó para su doctorado, "L'Illustration du roman de Barlaam et Joasaph" y un artículo sobre los manuscritos ilustrados armenios durante el período medieval tardío, fueron bien recibidos (obtuvieron una Mención très honorable) y ambos recibieron premios de la Academia de Inscripciones y Bellas Letras y la Revue des Études Grecques cuando se publicaron en 1937.

### Carrera
En 1930, se mudó a Estados Unidos por sugerencia de sus tres mentores, los bizantinistas Charles Rufus Morey, Albert M. Friend Jr. y Walter Cook, y se convirtió en profesora a tiempo parcial del Wellesley College de Massachusetts. Enseñó historia del arte en Wellesley, rápidamente fue ascendida a profesora titular y luego se convirtió en jefa del departamento del programa de historia del arte y directora del Museo Farnsworth (ahora Museo Davis). Fue la primera mujer que enseñó arte bizantino en un colegio de mujeres, la primera mujer condecorada con la medalla de San Gregorio el Iluminador por el Catholicos Vazgen I en 1960, la primera mujer invitada a dar una conferencia en el Collège de France de París, la única mujer en su época en obtener una cátedra titular en Dumbarton Oaks y la segunda mujer en ser honrada con una medalla de oro de la Sociedad de Anticuarios de Londres en 1970. En 1947, recibió el Premio al Logro de la Asociación Estadounidense de Mujeres Universitarias.
Permaneció en Dumbarton Oaks hasta 1978, cuando se retiró a Francia y vivió con su hermana en París. Al jubilarse, envió toda su biblioteca al Matenadaran en Ereván, para ayudar mejor a los eruditos armenios en sus estudios. Poco después de su muerte en 1989, se creó en su honor un fondo de dotación para futuros estudiantes de historia del arte en Armenia, el Fonds Sirarpie Der Neressian en el Instituto de Investigación sobre Miniaturas Armeno-Bizantinas.

## Publicaciones seleccionadas
Su producción académica se centró principalmente en la historia del arte y, más específicamente, en el estudio de la arquitectura de las iglesias, los manuscritos ilustrados, las miniaturas y la escultura. A continuación se muestra una lista parcial de libros y artículos de su autoría. Su libro de 1945 Armenia y el Imperio Bizantino fue elogiado por los historiadores del arte David Talbot Rice, Jurgis Baltrušaitis, y Alexander Vasiliev. Vasiliev escribió en su reseña del libro que ella era "la mejor autoridad de nuestros días en la historia, el arte y la civilización armenia".

### Libros
- Armenia y el Imperio Bizantino. Cambridge, MA: Harvard University Press, 1945.
- Aght'amar: Iglesia de la Santa Cruz . Cambridge, MA: Harvard University Press, 1964.
- Manuscritos armenios en la galería de arte Walters . Baltimore: Los fideicomisarios, 1973.
- Miniaturas armenias de Isfahán . Bruselas: Les Editeurs d'Art Associés, 1986.
- Los armenios . Nueva York: Praeger, 1969.
- (in French) L'Art arménien . París: Art européen. Publicaciones filmées d'art et d'histoire, 1965.
- (in French) L'Illustration du roman de Barlaam et Joasaph . París: de Boccard, 1937.
- Pintura de miniaturas en el Reino Armenio de Cilicia del siglo XII al XIV . Washington DC: Estudios de Dumbarton Oaks, 1993.

### Artículos y capítulos
- "La crónica armenia del agente Smpad o del 'Historiador real'". Dumbarton Oaks Papers 13 (1959): págs. 141–168.
- "Un evangelio armenio del siglo XV", The Boston Public Library Quarterly 2 (1950): págs. 3–20.
- (in Armenian) "Vista general de los manuscritos de San Lázarro". Bazmavep (1947): págs. 269–272.
- "Arte pagano y cristiano en Egipto. Una exposición en el Museo de Brooklyn". El Boletín de Arte 33 (1941): págs. 165–167.
- "Dos milagros de la Virgen en los poemas de Gautier de Coincy", Dumbarton Oaks Papers 41 (1987): págs. 157–163.
- "El Reino de Armenia de Cilicia", en Kenneth M. Setton, ed. , Una historia de las cruzadas, vol. 2: Las cruzadas posteriores, 1189-1311 . Madison: Prensa de la Universidad de Wisconsin 1969.